# Resultados do Carnaval de Niterói em 2020
Nesta página estão tabulados os Resultados do Carnaval de Niterói no ano de 2020. Neste ano, os desfiles na Rua da Conceição voltaram a ser realizados em três dias - domingo, segunda e terça-feira de carnaval. Também houve a criação de mais dois grupos: o Grupo D e o Grupo de Avaliação, que foram incorporados a terceira divisão a partir de 2022. Com o tema "Estácio, Berço do Samba", uma reedição do enredo apresentado pela Unidos de São Carlos (atual Estácio de Sá) em 1980, a Magnólia Brasil conquistou o título do carnaval niteroiense pela primeira vez na história obtendo 179.3 pontos. Folia do Viradouro ficou com o vice-campeonato por 2,5 pontos de diferença para a Magnólia. Bafo do Tigre e Império de Araribóia foram rebaixadas à segunda divisão. Rebaixadas no ano anterior, Sabiá e Combinado do Amor, campeã e vice respectivamente, venceram o Grupo B e retornam a primeira divisão.

## Resultados

### Grupo A
| Pos | Escola                          | Pts   | Classificação ou rebaixamento           |
| --- | ------------------------------- | ----- | --------------------------------------- |
| 1   | Magnólia Brasil                 | 179,3 | Campeã do Carnaval de 2020              |
| 2º  | Folia do Viradouro              | 176,8 |                                         |
| 3º  | Unidos da Região Oceânica       | 176,7 |                                         |
| 4º  | Experimenta da Ilha             | 175,9 |                                         |
| 5º  | Unidos do Sacramento            | 175,9 |                                         |
| 6º  | Mocidade Independente de Icaraí | 173,4 |                                         |
| 7º  | Souza Soares                    | 173,2 |                                         |
| 8º  | Alegria da Zona Norte           | 173,0 |                                         |
| 9º  | Bafo do Tigre                   | 168,5 | Zona de rebaixamento ao Grupo B em 2021 |
| 10º | Império de Araribóia            | 143,0 | Zona de rebaixamento ao Grupo B em 2021 |

### Grupo B
| Pos | Escola              | Pts   | Classificação ou rebaixamento           |
| --- | ------------------- | ----- | --------------------------------------- |
| 1º  | Sabiá               | 178,0 | Promovida ao Grupo A em 2021            |
| 2º  | Combinado do Amor   | 177,3 | Promovida ao Grupo A em 2021            |
| 3º  | Banda Batistão      | 176,1 |                                         |
| 4º  | Paraíso da Bonfim   | 175,6 |                                         |
| 5º  | Bem Amado           | 175,4 |                                         |
| 6º  | Balanço do Fonseca  | 175,2 |                                         |
| 7º  | União da Engenhoca  | 174,8 |                                         |
| 8º  | Cacique da São José | 173,8 |                                         |
| 9º  | Galo de Ouro        | 173,7 | Zona de rebaixamento ao Grupo C em 2021 |
| 10º | Garra de Ouro       | 172,0 | Zona de rebaixamento ao Grupo C em 2021 |

### Grupo C
| Pos | Escola                   | Pts   | Classificação ou rebaixamento |
| --- | ------------------------ | ----- | ----------------------------- |
| 1º  | Amigos da Ciclovia       | 178,4 | Promovida ao Grupo B em 2021  |
| 2º  | Tá Rindo por Quê?        | 176,9 | Promovida ao Grupo B em 2021  |
| 3º  | Grupo dos 15             | 176,2 | Formam o Grupo C 2021         |
| 4º  | Unidos do Barro Vermelho | 173,3 | Formam o Grupo C 2021         |
| 5º  | Fora de Casa             | 170,9 | Formam o Grupo C 2021         |

### Grupo D
| Pos | Escola            | Pts   | Classificação ou rebaixamento |
| --- | ----------------- | ----- | ----------------------------- |
| 1º  | Mocidade do Boaçu | 176,1 | Formam o Grupo C 2021         |
| 2º  | Grilo da Fonte    | 174,4 | Formam o Grupo C 2021         |
| 3º  | União do Maruí    | 174,2 | Formam o Grupo C 2021         |
| 4º  | Unidos do Castro  | 172,8 | Formam o Grupo C 2021         |

### Grupo de Avaliação
| Pos | Escola              | Pts   | Classificação ou rebaixamento |  |
| --- | ------------------- | ----- | ----------------------------- |  |
| 1º  | Império de Charitas | 175,8 | Formam o Grupo C 2021         |  |
| 2º  | Mistura da Raça     | 175,1 | Formam o Grupo C 2021         |  |